# Gypona colaphaga
Gypona colaphaga är en insektsart som beskrevs av Delong och Foster 1981. Gypona colaphaga ingår i släktet Gypona och familjen dvärgstritar. Inga underarter finns listade i Catalogue of Life.